# Milton De Lano
Milton De Lano (* 11. August 1844 in Wampsville, New York; † 2. Januar 1922 in Syracuse, New York) war ein US-amerikanischer Jurist und Politiker. Zwischen 1887 und 1891 vertrat er den Bundesstaat New York im US-Repräsentantenhaus.

## Leben
Milton De Lano wurde ungefähr zwei Jahre vor dem Ausbruch des Mexikanisch-Amerikanischen Krieges im Madison County geboren. Er besuchte Gemeinschaftsschulen. Dann ließ er sich in Canastota nieder. Dort ging er acht Jahre lang kaufmännischen Geschäften nach. Diese Jahre waren vom Bürgerkrieg überschattet. Zwischen 1867 und 1869 arbeitete er als Stadtschreiber in Lenox. Er war zwischen 1873 und 1875 sowie zwischen 1879 und 1881 Sheriff im Madison County. Ferner ging er Bankgeschäften, dem Immobilienhandel und der Herstellung von Fensterglas nach. Zwischen 1883 und 1905 saß er im Bildungsausschuss von Canastota. Während dieser Zeit war er dort zwischen 1893 und 1905 Präsident. Er half bei der Organisierung der Canastota Northern Railroad Company. Politisch gehörte er der Republikanischen Partei an. 1884 nahm er als Delegierter an der Republican National Convention teil.
Bei den Kongresswahlen des Jahres 1886 für den 50. Kongress wurde er im 26. Wahlbezirk von New York in das US-Repräsentantenhaus in Washington, D.C. gewählt, wo er am 4. März 1887 die Nachfolge von Stephen C. Millard antrat. Er wurde einmal wiedergewählt. Da er auf eine erneute Kandidatur 1890 verzichtete, schied er nach dem 3. März 1891 aus dem Kongress aus. Während seiner letzten Amtszeit hatte er den Vorsitz im Committee on Pensions (51. Kongress).
Nach seiner Kongresszeit ging er Bankgeschäften nach. Zwischen 1908 und 1912 war er Konkursverwalter der Hudson River Power Company. Dann wurde er 1912 Präsident der State Bank of Canastota. Er verstarb am 2. Januar 1922 in Syracuse. Sein Leichnam wurde dann auf dem Mount Pleasant Cemetery in Canastota beigesetzt.